# 狭叶当归
狭叶当归（学名：Angelica anomala）为伞形科当归属的植物。分布在俄罗斯、朝鲜以及中国大陆的黑龙江、吉林、内蒙古等地，生长于海拔400米至1,700米的地区，常生于路旁、水溪旁、阔叶林下、林缘、山坡、草地及石砾质河滩上，目前尚未由人工引种栽培。

## 别名
额水独活、白山独活（东北植物检索表）、异形当归（中国种子植物分类学）、库页白芷（东北植物检索表）、水大活（黑龙江）